# Fabricio Oberto
Fabricio Raúl Jesús Oberto (1975.) je argentinski i talijanski košarkaš. Argentinski je reprezentativac. Igra na mjestu centra. Visine je 207 cm. Igrao je u Euroligi sezone 1998./99. grčki Olympiakos iz Pireja.